# تخته تراشه‌ای جهت‌دار

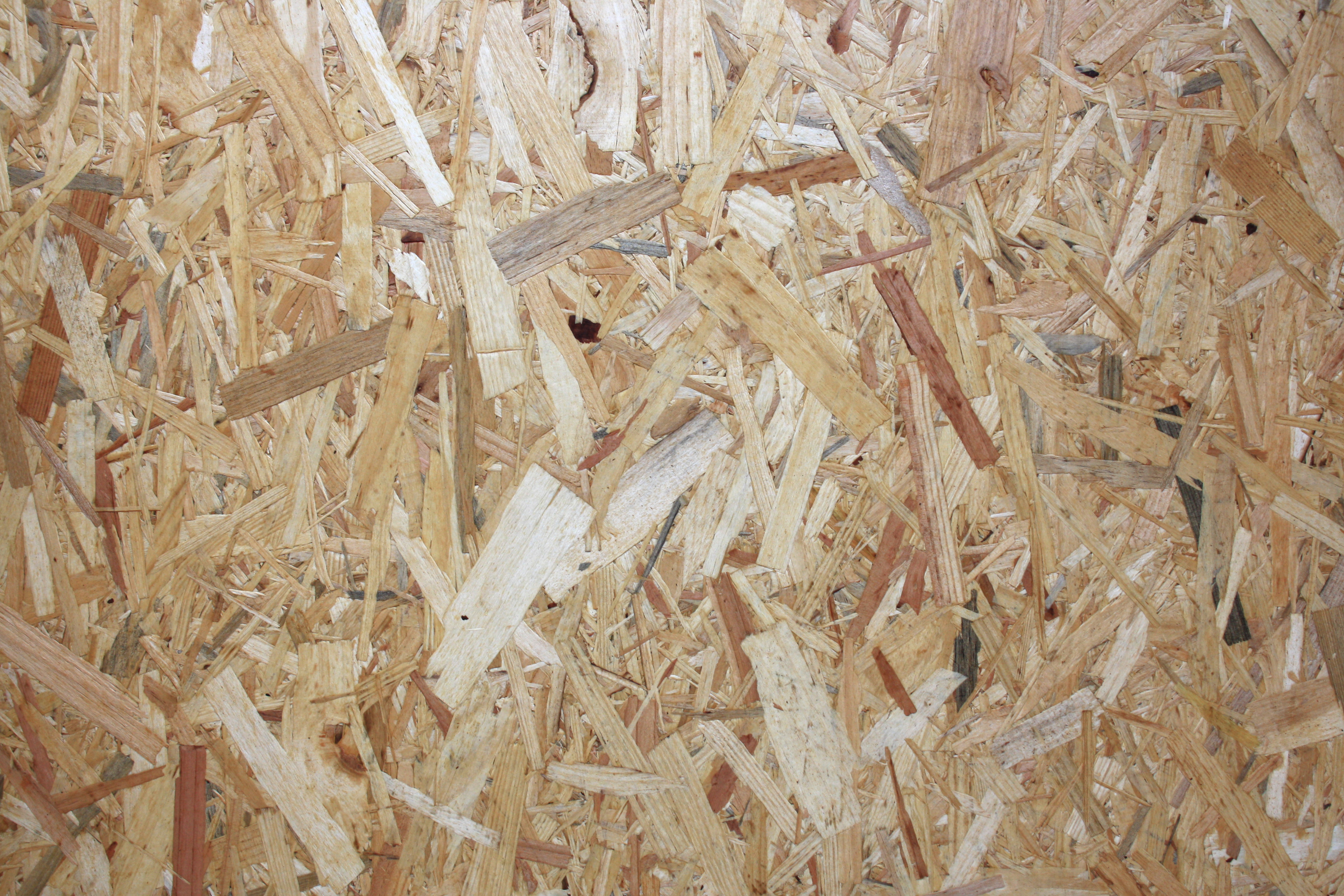
تخته تراشه‌ای جهت‌دار به راحتی به وسیله تراشه‌های چوبی خود قابل شناسایی است.

تخته تراشه ای جهت‌دار (OSB) یک نوع فرآورده چوبی مهندسی شده تقریباً مشابه تخته خرده چوب (Particleboard) می‌باشد که با افزودن چسب و سپس فشرده سازی لایه‌های از تراشه‌های چوبی (استرند) در جهات خاص تشکیل می‌شود. تخته تراشهی جهت‌دار توسط Armin Elmendorf در سال ۱۹۶۳ در کالیفرنیا اختراع شد. تخته تراشهی جهت‌دار ممکن است دارای سطح زبر و رنگارنگی با تراشه‌هایی با ابعاد حدود ۲/۵ × ۱۵ سانتی‌متر مربع باشد که به‌طور نایکنواخت بر روی یکدیگر قرار گرفته‌اند و در تنوعی از انواع و ضخامت‌های مختلف تولید می‌شود.

## کاربردها

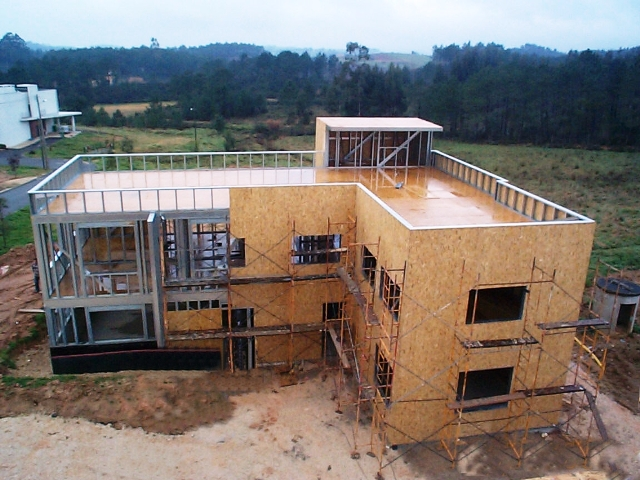
OSB اغلب در ساخت خانه‌های بااسکلت فلزی سبک استفاده می‌شود.

تخته تراشه جهت‌دار محصولی با خواص مکانیکی مطلوب می‌باشد که آن را به خصوص برای کاربردهای سازهای باربر (load-bearing) در ساخت و ساز مناسب می‌کند. در حال حاضر این فراورده محبوب تر از تخته لایه می‌باشد که بخش عمدهای از بازار پانل‌های ساختمانی را در اختیار گرفته‌است. رایج‌ترین کاربردهای آن به عنوان پوشش‌های ساختمانی (تخته‌های پوششی یا تخته کوبی)، کف پوش و لت کوبی شیروانی می‌باشد. برای استفاده در دیوارهای بیرونی، تخته‌هایی با یک لایه مانع تابشی که روی یک سطح تخته روکش شده‌اند در دسترس می‌باشند. این ویژگی موجب سهولت نصب و افزایش عملکرد انرژی ساختمان می‌شود. همچنین، تخته تراشه جهت‌دار در تولید مبلمان نیز میتواند استفاده شود.

## تولید

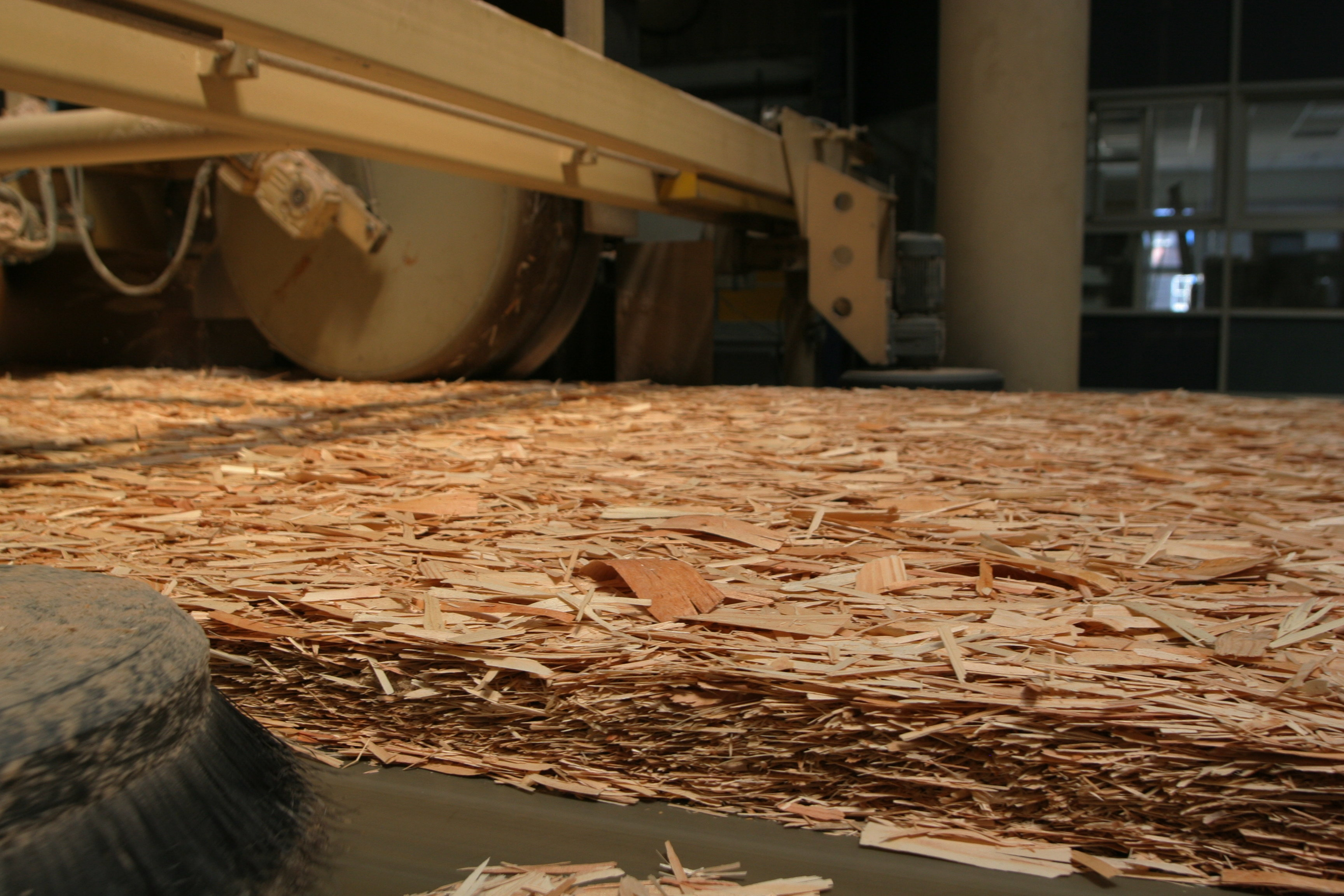
OSB در خط تولید قبل از فشردگی در پرس حرارتی

تخته تراشه جهت‌دار در کیک‌های عریضی از لایه‌های متقاطع تراشه‌های چوبی نازک و مستطیلی که با چسب‌های مصنوعی به یکدیگر فشرده و متصل شده‌اند، تولید می‌شود.
چسب‌های مورد استفاده در تولید تخته تراشه ای جهت‌دار شامل: اوره فرمالدئید (تخته تراشه ای جهت‌دار نوع ۱، غیر سازه ای و عدم دوام در برابر رطوبت)؛ چسب‌های بر پایه ایزوسیانات (یا پلی متیلن دی‌فنیل دی‌ایزوسیانات) در لایه‌های مرکزی و با چسب‌های ملامین-اوره فرمالدئید یا فنل فرمالدئید در لایه‌های سطحی (تخته تراشه ای جهت‌دار نوع ۲، سازهای و مقام در برابر رطوبت در لایه‌های سطحی)؛ چسب فنل فرمالدئید در تمامی لایه‌ها (تخته تراشه ای جهت‌دار نوع ۳ و ۴، سازهای و برای استفاده در محیط‌های مرطوب و در معرض شرایط جوی در محیط‌های بیرون ساختمان) می‌باشند.
استرندهای تخته تراشه جهت‌دار به وسیله خرد کردن (رشته رشته کردن) چوب به تراشه‌ها بدست می‌آیند که الک و سپس بر روی یک نوار نقاله یا سینی مشبک جهت دار در خط فرمینگ تولید می‌شود. تراشه‌های چوبی در لایه‌های بیرونی (لایه‌های سطحی) موازی با محور اصلی (محور اصلی یا محور مقاومت معمولاً جهت طویل تر تخته می‌باشد اما آن را با مهر درجه‌بندی روی تخته نشان می‌دهند) تخته می‌باشند در حالی که لایه‌های مرکزی عمود بر محور اصلی تخته است. تعداد لایه‌های قرار داده شده تا حدی توسط ضخامت تخته تعیین می‌شوند اما توسط تجهیزات نصب شده در محل تولید نیز محدود می‌شوند. همچنین لایه‌های منفرد می‌توانند ضخامت‌های متفاوتی داشته باشند تا پانل‌های نهایی با ضخامت‌های متفاوتی را ارائه دهند. کیک تراشه به منظور فشردگی تراشه‌ها و اتصال آنها به یکدیگر توسط گیرایی (پلیمر شدن) رزین که بر روی تراشه‌ها آغشته شده‌اند، در پرس گرم قرار می‌گیرد. سپس پانل‌های منفرد از کیک تراشه به ابعاد نهایی خود بریده می‌شوند (اندازه بری می‌شوند). بخش عمدهای از تخته تراشه‌های جهت‌دار در دنیا در کارخانههای تولیدی بزرگ در ایالات متحده و کانادا تولید می‌شوند.

## محصولات مرتبط
مواد دیگری به غیر از چوب نیز برای تولید محصولات مشابه تخته تراشه جهت‌دار مورد استفاده قرار گرفته‌است. تخته تراشه جهت دار ساخته شده از کاه غلات (Oriented Structural Straw Board = OSSB) یک تخته مهندسی می‌باشد که به وسیله خردکردن کاه غلات تولید می‌شوند و با اضافه کردن چسب‌های ایزوسیانات و سپس فشرده شدن لایه‌های کاه که در جهات خاص قرار دارند در پرس گرم تولید می‌شوند. تخته تراشه همچنین می‌تواند از باگاس و سایر پسماندهای کشاورزی نیز تولید شود.

## تولید
در سال ۲۰۲۰ در دنیا حدود ۳۶ میلیون مترمکعب تخته تراشه جهت دار تولید شده‌است که بیش از نیمی از آن فقط در آمریکا و کانادا تولید و مصرف شده‌است (حدود ۷/۱۳ مترمکعب در آمریکا و ۵/۷ میلیون متر مکعب در کانادا). در سال ۲۰۱۴ کشور رومانی با ۲۸٪ صادرات به روسیه و ۱۶٪ صادرات به اوکراین به بزرگترین کشور صادرکننده تخته تراشه جهت‌دار در اروپا تبدیل شد.

## ویژگی‌ها

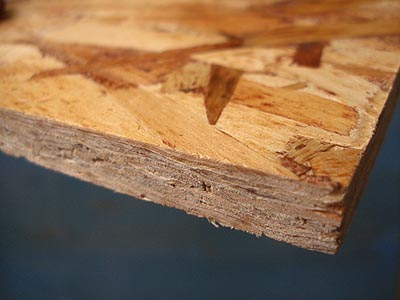
نمای نزدیک از تخته تراشه‌ای جهت‌دار

تغییرات در فرایند تولید می‌تواند بر ضخامت، ابعاد تخته، مقاومت و ویژگیهای آن تأثیر بگذارد. پانل‌های تخته تراشه جهت‌دار فاقد هرگونه شکاف یا حفره‌های داخلی می‌باشند و می‌توانند در برابر رطوبت مقاوم باشند. تخته تراشه جهت‌دار برای دستیابی به نفوذ ناپذیری در برابر رطوبت به پوششهای اضافی نیازمند است و برای کاربردهای خارج ساختمان توصیه نمی‌شود. محصول نهایی خواصی مشابه تخته لایه دارد اما تخته تراشه یکنواخت و ارزان‌تر است. در آزمایش خمشی، تخته تراشه جهت‌دار ظرفیت تحمل بار بیشتری نسبت به سایر پانل‌های خردهای و فیبری دارد. تخته تراشه جهت‌دار در بسیاری از کشورها به ویژه آمریکای شمالی و اروپا جایگزین تخته لایه در بازار پانل‌های ساختمانی شده‌است.
درحالیکه تخته تراشه جهت‌دار مانند چوب ماسیو دارای الیاف یکنواخت (پیوسته) نمی‌باشد، اما دارای محوری می‌باشد که در امتداد آن دارای بیشترین مقاومت می‌باشد. این را می‌توان به هم راستایی تراشه‌های لایه های سطحی مرتبط دانست.

### سلامت و ایمنی
چسب‌های مورد استفاده برای تولید تخته تراشه جهت‌دار سئوالاتی را در رابطه با پتانسیل تخته تراشه ای جهت‌دار برای انتشار ترکیبات آلی فرار مانند فرمالدئید ایجاد کرده‌است. اوره فرمالدئید سمی تر است و باید از مصرف آن در داخل خانه خودداری گردد. محصولات فنول فرمالدئید نسبتاً بی خطر در نظر گرفته می‌شوند. بعضی از انواع جدید تخته تراشه جهت‌دار به اصطلاح پانل‌های تخته تراشه جهت‌دار نسل جدید از رزین‌های ایزوسیانات استفاده می‌کنند که حاوی فرمالدئید نمی‌باشند که پس از زمان گیرایی (پلیمر شدن) غیر سمی هستند.
البته گروه‌های تجاری و صنعتی ادعا می‌کنند که انتشار فرمالدئید در تخته تراشه‌های جهت‌دار تولید شده در آمریکای شمالی ناچیز است یا وجود ندارد! برخی از تولیدکنندگان تراشه‌های چوب را با ترکیبات مختلف بورات که برای موریانه‌ها، سوسک‌های حفار چوب، کپک‌ها و قارچ‌ها سمی می‌باشند، نیز تیمار می‌کنند.

### انواع
پنج درجه از تخته تراشه جهت‌دار از نظر عملکرد مکانیکی و مقاومت نسبی آنها در برابر رطوبت در استاندارد EN 300 تعریف شده‌است:
۱. تخته تراشه جهت‌دار نوع ۰: بدون فرمالدئید
۲. تخته تراشه جهت‌دار نوع ۱: تخته برای مصارف عمومی و اتصالات درونی (شامل مبلمان) برای استفاده در شرایط خشک
۳. تخته تراشه جهت‌دار نوع ۲: تخته‌های باربر برای استفاده در شرایط خشک (محیط داخلی ساختمان)
۴. تخته تراشه ای جهت‌دار نوع ۳: تخته‌های باربر برای استفاده در شرایط مرطوب (محیط بیرونی ساختمان)
۵. تخته تراشه ای جهت‌دار نوع ۴: تخته‌های باربر فوق سنگین برای استفاده در شرایط مرطوب (در معرض شرایط جوی)